# Anny Romand
Anny Romand est une actrice, écrivaine française, réalisatrice et photographe. Elle joue dans des films de Beineix, de Oliveira ou Godard. En 2015, elle publie son premier roman Ma grand’mère d’Arménie-Une histoire,.
Elle dirige, depuis 2006, Une Saison de Nobel qui rend hommage aux auteurs lauréats du Prix Nobel de littérature.

## Biographie

### Famille et enfance
Anny Romand née à Paris, a grandi à Marseille à partir de 3 ans. Elle est élevée par sa mère Rose, sa grand-mère Serpouhi Hovaghian et son oncle Jiraïr Kopenadjian. Lorsque Anny a 5 ans, sa mère épouse Jean-Claude Romand ; ils auront une fille, Françoise.
En 1976, elle a une fille, Adriana Santini. 

### Etudes et formations
Elle étudie au lycée Marseilleveyre et poursuit des études de médecine puis s'oriente finalement vers une formation universitaire de psychologie à la Faculté de Lettres et Sciences Humaines d’Aix-en-Provence, où elle obtiendra une Maîtrise de psychologie (Mémoire sur la "Création d'une activité théâtrale à l'hôpital psychiatrique").
Désireuse de devenir actrice, son premier contrat sera comme figurante au Théâtre de la Ville, dans l'Île pourpre, une pièce de Mikhaïl Boulgakov, mise en scène de Jorge Lavelli.

## Carrière d'actrice
La carrière d'actrice d'Anny Romand débute avec la série télévisée Un seul être vous manque de Jacques Doniol-Valcroze, avant de jouer dans des longs métrages. Entre autres dans Diva de Jean-Jacques Beineix (1981), Le Soulier de satin de Manoel de Oliveira (1985), Mon cher sujet d’Anne-Marie Miéville (1988), Hélas pour moi de Jean-Luc Godard avec Gérard Depardieu (1993), Adultère (mode d'emploi) de Christine Pascal en 1995, La lettre de Manoel de Oliveira en 1999 ou encore Pieds nus sur les limaces de Fabienne Berthaud en 2010.
Au théâtre, elle joue des pièces de Molière, Gombrowicz, Joe Orton, Calamity Janes, lettres à sa fille, Correspondance Albert Camus / Maria Casarès Entre passion et création.
À l’opéra Anny Romand a incarné Perséphone, opéra de Stravinsky, sous la direction d'Alexander Lazarev.
En 2000, Anny Romand a fait ses débuts en tant que cinéaste avec le film African Strip-Tease produit par Jean-Jacques Beineix.

## Carrière littéraire

### Auteure
En 2014, elle a trouvé le journal des années 1915 à 1920 de sa grand-mère rescapée du génocide des arméniens, qui sera édité par la Bibliothèque Nationale de France, en version française et anglaise sous le titre Seule la terre viendra à notre secours.
Anny Romand a débuté en tant qu'auteure en 2015 avec le roman Ma grand-mère d'Arménie-Une histoire, traduit en suédois, Min mormr fran Armenien, aux éditions Elisabeth Grate, et traduit en italien Mia Nonna d'Armenia aux éditions La Lepre, puis en arménien aux éditions VMV-PRINT. 
Au printemps 2018, parait son deuxième roman Le silence avant l’effroi, publié en suédois aux Éditions Elisabeth Grate, Tystnaden fore skräcken, avant de l’être en français sous le titre Abandonnée, éditions Serge Safran et en italien Abbandonata, aux éditions La Lepre. Dans cette histoire, une enfant non désirée essaie de trouver un père qu'elle n'a jamais vu.

### Traductrice
Anny Romand a traduit des pièces de théâtre  d'Alan Ball (oscar du meilleur scénario original en 2000), Cinq filles couleur pêche (2003), Tout ce que je serai (2013) ou Cinq pièces en un acte (2014) en collaboration avec Yvon Marciano et Adriana Santini publiées chez Actes Sud Papiers. De l'anglais (Australie) La vie selon George (en collaboration avec Adriana Santini) et La fille de Noé de Hannie Rayson, de l'américain Stephen Dean. 
De l'italien, Marie Stuart de Dacia Maraini.
Elle a adapté pour le théâtre Le Père Goriot, avec Marcel Jullian et La Donation de Florence Noiville (Éditions Stock).

### Une saison de Nobel
Depuis 2006, Anny Romand organise un évènement littéraire visant à accroître l'intérêt du public pour les lauréats du prix Nobel de littérature. 
"La lecture se perd, dit-on. 
Pourtant, enfant l'ouverture sur le monde s'est faite à travers les livres : Jules Verne, Rudyard Kipling, Joseph Conrad, la Comtesse de Ségur, Cervantès...
Lire est devenu une passion que j'aimerais partager avec vous toute une soirée, chaque mois."
- Anny Romand 

### Editions Belloni
En 2020, Anny Romand aux côtés d'Alain Bellon fondent les Editions Belloni. La Maison d'éditions de littérature s'attache à publier des auteurs dont certains de leurs romans restent inédits tels que : La Casquette du musicien de Stig Dagermann, en 2021 (taduit par Philippe Bouquet) ; Le Peuple des Huttes, d'Ester Blenda Norddström (traduit par Anne Karila), publié en 2022 ; Soixante-quatre minutes avec Rebecka d'Ingmar bergman, publié en 2023 (traduit par Jean-Baptiste Bardin) ; La réalité jusqu'à la mort, de Harry Martinson, publié en 2023 et L'Année maudite et autres nouvelles, d'Eyvind Johnson, publié en 2025, traduits par le séminaire de l'institut suédois sous la direction d'Elena Balzamo, tous deux prix Nobel de Littérature 1974. 

## Filmographie

### Actrice

#### Longs métrages
- 1981 : Diva de Jean-Jacques Beineix
- 1984 : Blanche et Marie de Jacques Renard
- 1985 : Le Soulier de Satin de Manoel de Oliveira
- 1988 : Mon cher sujet d'Anne-Marie Miéville
- 1993 : Hélas pour moi de Jean-Luc Godard
- 1994 : Quand j'avais cinq ans je m'ai tué de Jean-Claude Sussfeld
- 1995 : Péché véniel, péché mortel de Pomme Meffre
- 1995 : Adultère (mode d'emploi) de Christine Pascal
- 1997 : Pondichéry, dernier comptoir des Indes de Bernard Favre
- 1998 : En plein cœur de Pierre Jolivet
- 1999 : La Lettre de Manoel de Oliveira
- 2002 : La Cuirasse de Frédéric Provost
- 2004 : Le Courage d'aimer de Claude Lelouch
- 2010 : Pieds nus sur les limaces de Fabienne Berthaud
- 2017 : Le Redoutable de Michel Hazanavicius : La cliente du restaurant

#### Courts métrages
- 1991 : Eperdument Oui de Nicole Borgeat
- 1996 : L’Inconnu d'Ismaël Ferroukhi
- 1997 : Direct de Myriam Donnacise
- 2001 : Trouble-fête de Farid Naïr
- 2002 : Le Grand Avoir de Sébastien Marnier et Elise Griffon
- 2003 : Super 8 Birthday de Jordi Avalos
- 2003 : Le beau Jacques de Sébastien Marnier et Elise Griffon
- 2012 : Yasmine  de Karim Bengana : Fanny

#### Télévision
- 1975 : Les Peupliers de la Prétentaine (série télévisée) de Jean Herman
- 1979 :Le Tourbillon des jours de Jacques Doniol-Valcroze : Louise de Vallas
- 1983 : Le Scénario défendu de Michel Mitrani
- 1983 : Un seul être vous manque... de Jacques Doniol-Valcroze
- 1985 : La maison piège d'après Georges-Jean Arnaud de Michel Favart
- 1985 : Deux de conduite de François Dupont-Midi
- 1987 : Les Cinq Dernières Minutes : Un Modèle du Genre réalisé par Gilles Combet
- 1987 : Chroniques Noires de Michel Favart
- 1987 : La Belle Anglaise de Jacques Besnard
- 1988 : Deux locataires pour l'Élysée de Éric Le Hung
- 1988 : Si j'avais défendu… Marie-Antoinette de Maté Rabinovsky
- 1989 : The Hitchhiker ( le Voyageur) de George Mihalka
- 1989 : Le Parfum de Daniel Losset
- 1989 : L'Orchidée Bleue de Philippe Niang
- 1989 : Une femme parfait de Charlotte Brändström
- 1990 : V comme vengeance de Guy Jorré
- 1991 : Soleil d'Automne de Jacques Ertaud
- 1991 : Odyssée Bidon de Don Kent
- 1991 : Un Admirateur Secret de Christian Bonnet
- 1992 : Catherine Courage de Jacques Ertaud
- 1993 : Passé Composé de Françoise Romand
- 1993 : Nestor Burma de Alain Schwartzstein
- 1993 : Le Dernier Round de Franck Appréderis
- 1994-2002 : Navarro de Jacques Ertaud
- 1994 : Maigret se trompe de Joyce Buñuel
- 1994 : L'Affaire Dreyfus de Yves Boisset
- 1995 : Groupe Nuit de Patrick Jamain
- 1995 : La Mondaine de Maurice Frydland
- 1995 : Le Juste de Franck Appréderis
- 1995 : Le Cœur étincelant de Henri Helman
- 1995 : Le Fils de Paul de Didier Grousset
- 1996 : Un Mois de Réflexion de Serge Moati
- 1996 : Sud Lointain ( Vietnam) de Thierry Chabert
- 1996 : Le Refuge : La nuit du loup d'Alain Schwartzstein
- 1996 : L'empire du taureau de Maurice Frydland
- 1996 : Liste des épisodes des Cinq Dernières Minutes de Jean-Marc Seban
- 1997 : Docteur Sylvestre, Mémoire Blanche de Jacob Berger
- 1997 : L'Enfant perdu de Christian Faure
- 1997 : Bargensac de Charlotte Brändström
- 1998 : Une Femme à votre bras de Jérôme Foulon
- 1998 : 25 degrés sud de Sylvie Ayme et Éric Summer
- 1999 : Une Femme d'Honneur: Son et lumière de David Delrieux
- 2000 : Juliette : service(s) compris de Jérôme Foulon
- 2000 : Un Homme en Colère, Une mort si douce de Marc Angelo
- 2002 : Malone de Franck Appréderis : Mme Steiner
- 2002 : Jean Moulin de Yves Boisset : Bertie Albrecht
- 2003 : Joe Pollox et les mauvais esprits de Jérôme Foulon : Véra
- 2005 : Groupe Flag
- 2005 : Un Homme en Colère : Florence Rocher
- 2007 : Hard : Marie-France
- 2007 : Femmes de loi : Hélène Lancelot
- 2008 : Un admirateur secret : Marianne Fabre
- 2010 : Profilage : Christine Rensaille

### Scénariste
- 1997 : Sinon, oui de Claire Simon

## Théâtre

### Comédienne
- Yvonne, princesse de Bourgogne de Witold Gombrowicz - Bogdan Hussakowski
- Calamity Jane, lettres à sa fille - Anny Romand au Théâtre du Lucernaire
- L’Aménagement de Jean Louvet - Nabil El Azan
- Le Malade imaginaire de Molière - Giovanni Pampiglione
- La Camisole de Joe Orton - Éric Kahane
- Le Chariot de Terre Cuite de Claude Roy - Pierre Santini
- Détruire, dit-elle de Marguerite Duras - François Pesenti
- Le Quichotte de Serge Ganzl - Gabriel Garran
- Rashomon d’après Ryūnosuke Akutagawa - Pierre Santini
- Cherche Homme pour Faucher Terrain en Pente de Florence MICHEL et Anny ROMAND
- Le soir de la Générale - monologue de Claire Bechet - Mise en scène Nabil El Azan - Festival d'Avignon 2005 - Théâtre Mouffetard 2006 - Lycée Français de Pékin 2007 - Institut théâtral de Pékin 2008 (surtitré en chinois)
- Le Petit Prince de Saint-Exupéry - Lecture en bilingue, français/ suédois avec Matti Leinikka et Edgar Corvera - Proposée par l’Ambassade de France, l’Institut français en partenariat avec l’Alliance française, le lycée français de Stockholm et la Franska Skolan - mars 2016
- Le Petit Prince de Saint-Exupéry - Lecture en bilingue, français/ chinois avec Liuchang à Shanghai, Pékin, Xian, Wuhan dans le cadre du Festival Croisements[8] organisé par l’Ambassade de France en Chine en partenariat avec l’Alliance française

Traduction/Adaptation:
- Le Père Goriot, jeu dramatique de Marcel Jullian et Anny Romand en complicité avec Jean Anouilh
- Claque ! De Stephen Deen
- Girlfriend de David Percival
- Marie Stuart de Dacia Maraini
- Cinq pièces en un acte d’Alan Ball – Adaptation Anny Romand – Adriana Santini
- Cinq filles couleur pêche d’Alan Ball (Actes Sud papiers) – adaptation Anny Romand – Yvon Marciano - représentations au Théâtre de l'Atelier en 2003 avec Irène Jacob, Élisabeth Vitali, Camille Japy, Constance Dollé, Adriana Santini et Michaël Cohen.
- Tout ce que je serai d’Alan Ball (Actes Sud papiers) - adaptation Anny Romand – Adriana Santini
- La Donation, roman de Florence Noiville (Stock) - Adaptée pour le théâtre de l’Atelier
- Électre d’Euripide -(Clytemnestre) - mise en scène de Christian Huitorel

### Mise en scène
- Anonyme Vénition de Giuseppe Berto – Mise en scène au Petit Odéon
- Calamity Jane, lettres à sa fille – Mise en scène au Lucernaire.

## Opéra
- Récitante dans Perséphone, opéra de Stravinsky, livret d’André Gide - chef d’orchestre Aleksandr Lazarev - avec l'orchestre national royal d'Écosse - Glasgow Édimbourg - et avec le Nederlands Radio Symfonie Orkest – Concertgebouw Amsterdam

## Publications
- 2015 : Ma grand-mère d'Arménie. Éditions Michel de Maule.  (ISBN 978-2-87623-636-3)[9] (français)
- 2017 : Ma grand-mère d'Arménie. Stockholm: Éditions Elisabeth Grate.  (ISBN 978-91-86497-54-5) (suédois)
- 2018 : Le silence avant l'effroi. Elisabeth Grate Book Publishers. 2018.  (ISBN 978-91-86497-62-0) (suédois)
- 2021 : Ma Grand'mère d'Arménie, Une Histoire. Éditions Belloni  (ISBN 978-2-492452-00-0)[10]

## Radio
- Intervenante majeure de  "Stanley Kubrick (1928-1999), l'humain trop humain"[11], émission de France Culture du 19 Mars 2022 de la série "Toute une vie". Elle y fait preuve d'une grande maîtrise de l'art cinématographique, avec des détails à la fois sensibles, techniques et approfondis de l'œuvre de Kubrick.